# Третий список лишённых гражданства нацистской Германии
Третий список лишённых гражданства Германской империи — перечень 28 лиц, которые в 1934 году по решению национал-социалистического правительства были лишены немецкого подданства и тем самым стали апатридами. Правовым основанием для данного списка стал § 2 закона об отказе в предоставлении немецкого гражданства и его лишении, принятый 14 июля 1933 года.
Список был третьим по счету из подобных списков и был опубликован в газете Deutscher Reichsanzeiger 3 ноября 1934 года. Первый такой список был опубликован 25 августа 1933 года, а последний, 359-й — 7 апреля 1945 года. Всего за время нацистского правления были лишены гражданства 39 006 человек.

## Список имен
- Ганс Баймлер, политик (КПГ)
- Макс Брауэр, политик
- Вилли Бредель, писатель
- Эрих Вайнерт, писатель
- Густав фон Вангенхайм, актер, режиссер и драматург
- Макс Карл цу Гогенлоэ-Ланденбург, художник, литератор, журналист и антифашист
- Альфред Данг, журналист и педагог
- Герхарт Зегер, социал-демократический политик, публицист и пацифист
- Альфред Канторович, юрист, писатель, публицист и литературовед
- Фридрих Кништедт
- Губертус цу Лёвенштейн-Вертгейм-Фройденберг, принц, журналист, писатель и политик
- Клаус Манн, писатель
- Губерт Марцен
- Карола Неер, актриса
- Бальдер Ольден, писатель и журналист
- Вальдемар Пётцш, деятель Германского союза моряков
- Эрвин Пискатор, театральный режиссёр, теоретик театра
- Мартин Плеттль
- Макс Пфайффер
- Густав Реглер, писатель и журналист
- Якоб Симон
- Бодо Узе, писатель, журналист и политический активист (НСДАП, КПГ)
- Леонхард Франк, писатель
- Джон Хартфилд, художник, график, мастер фотоколлажа и художник-декоратор
- Виланд Херцфельде, публицист, литератор и издатель
- Юлиус Шаксель, зоолог и биолог развития
- Вальтер Шёнштедт, писатель
- Отто Штрассер, национал-социалистический политик и основатель национал-большевистской партии «Чёрный фронт»